# Туранская, Татьяна Михайловна
Татья́на Миха́йловна Тура́нская (укр. Тетяна Михайлівна Туранська; род. 20 ноября 1972, Белгород-Днестровский, Одесская область, Украинская ССР, СССР) — приднестровский государственный деятель. Председатель Правительства Приднестровской Молдавской Республики с 10 июля 2013 по 2 декабря 2015. Депутат Верховного совета Приднестровской Молдавской Республики с 30 ноября 2015 по 25 января 2017.

## Происхождение и образование
Родилась 20 ноября 1972 в городе Белгород-Днестровский Одесской области Украинской ССР. По происхождению — этническая украинка. Помимо приднестровского, имеет также украинское гражданство.
В 1995 с отличием окончила Одесский государственный экономический университет по специальности «Бухгалтерский учёт, контроль и анализ в промышленности». Затем переехала с семьёй в Рыбницу.

## Профессиональная деятельность

### Служба в Рыбнице
С января 1999 по февраль 2012 работала в налоговой инспекции города Рыбница и Рыбницкого района на должностях:
- главного специалиста отдела плановых проверок
- начальника отдела по работе с проблемными налогоплательщиками.

12 марта 2012 распоряжением Председателя Правительства ПМР Петра Степанова назначена заместителем главы государственной администрации города Рыбница и Рыбницкого района по экономическим вопросам, а 30 марта 2012 стала первым заместителем главы государственной администрации города Рыбница и Рыбницкого района (по экономическим вопросам).
29 июня 2012 Президент ПМР Евгений Шевчук возложил на Татьяну Туранскую исполнение обязанностей главы государственной администрации города Рыбница и Рыбницкого района, а 30 августа 2012 она была утверждена в должности главы государственной администрации города Рыбница и Рыбницкого района.

### Премьер-министр
19 июня 2013 указом Президента ПМР была назначена заместителем Председателя Правительства ПМР по региональному развитию с сохранением за ней прежней должности на условиях совместительства.
20 июня 2013 в связи с уходом в отпуск премьера Петра Степанова была назначена исполняющей обязанности Председателя Правительства ПМР.
10 июля 2013 с согласия Верховного совета ПМР указом Президента ПМР была назначена на должность Председателя Правительства ПМР. Верховный совет ПМР дал практически единогласное согласие. Татьяна Туранская сообщила парламентариям о том, что намерена в первую очередь предпринять ряд мер по выводу экономики республики из кризисной ситуации, разработке проекта социально-экономической политики до 2023, развитию агропромышленного комплекса и сферы ЖКХ.
Главной целью своей работы она видела «повышение благосостояния народа Приднестровья». При комментировании назначения Туранской главой правительства президент Евгений Шевчук заявил: «Выражаю надежду, что Татьяна Туранская улучшит работу правительства».
13 октября 2015 высказала своё намерение баллотироваться в депутаты Верховного совета ПМР. Распоряжением Президента ПМР ей был предоставлен отпуск с 13 октября до 30 ноября 2015 (для участия в предвыборной кампании). Исполнение обязанностей премьер-министра было возложено на Майю Парнас.
В связи с избранием в Верховный совет ПМР сложила с себя полномочия Председателя Правительства ПМР.

### Депутат Верховного Совета
30 ноября 2015 по результатам выборов в Верховный совет ПМР избрана депутатом Верховного Совета ПМР по избирательному округу № 22 (Суклейскому).
Вошла в состав комитета Верховного совета ПМР по вопросам АПК, транспорту, строительству, природным ресурсам и экологии. Была исполнительным секретарём Координационного совета Объединения народных депутатов Приднестровья «За единство с Россией».
В период осуществления депутатских полномочий являлась председателем совета директоров (наблюдательного совета) ЗАО «Приднестровский Сбербанк».
25 января 2017 постановлением Верховного совета ПМР полномочия депутата Татьяны Туранской были прекращены на основании её письменного заявления.

### Возвращение в Одессу
В декабре 2016 из приднестровской прессы стало известно, что Татьяна Туранская планировала покинуть Приднестровье, сменив место постоянного проживания. В феврале 2017 эти обстоятельства нашли подтверждение — Татьяна Туранская с января 2017 проживает в Одессе, успешно занимается бизнесом.

### Уголовное преследование
В мае 2019 года, вместе с другими членами команды президента Шевчука, судом ПМР приговорена к 8 годам лишения свободы «за превышение должностных полномочий и причинение тяжких для страны последствий». Суд проходил заочно, поскольку обвиняемые к тому времени покинули территорию ПМР.

## Семья
Замужем, воспитывает двух дочерей.

## Награды
- Грамота Президента Приднестровской Молдавской Республики (2007)[21]
- Заслуженный экономист Приднестровской Молдавской Республики (2012)[22]